# 總見院

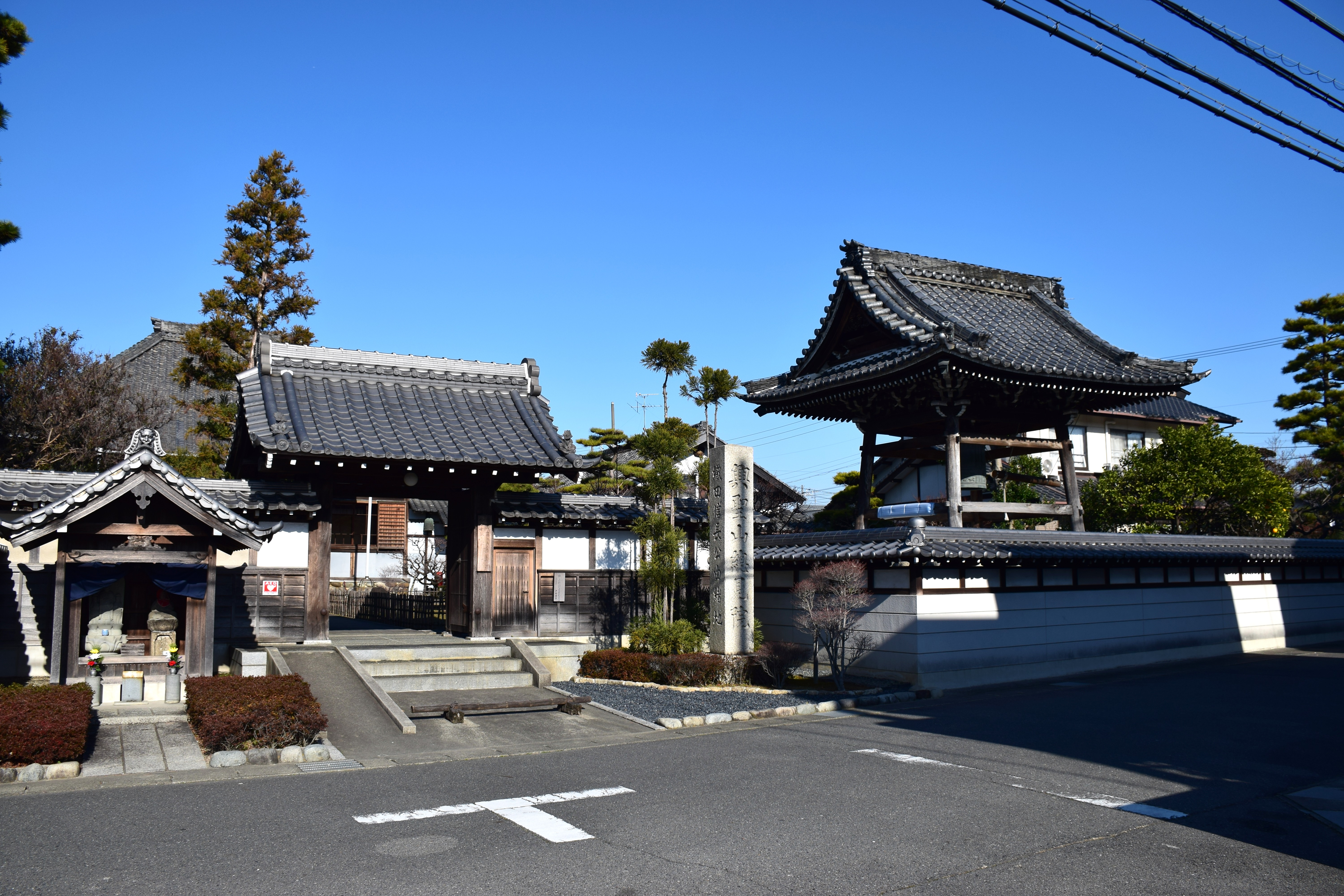
山門と鐘楼

總見院（そうけんいん）は、愛知県清須市一場にある臨済宗妙心寺派の寺院である。山号は興聖山。織田信長ゆかりの寺院である。

## 概要
元々は清洲城下の現在地（旧北市場村）に總見寺が存在していたが、1610年（慶長15年）の清洲越しにより名古屋に移った總見寺址に再興した寺である。
織田信長の供養塔、焼兜がある。

## 歴史

### 江戸期以前
伊勢の安国寺である、虎關師錬開基の三重県三重郡大字西日野の神賛寺が1572年（元亀3年）、滝川一益との戦により焼失した。織田信雄が父信長の菩提を弔うため、伊勢国桑名郡大島墟城地に安国寺を引き取り瑞恕忠嶽を開山として景陽山總見寺を建立した。しかし、1585年（天正13年）、地震により大破したため尾張清洲の地に再建した。1610年（慶長15年）、清洲越しにより清洲城の城下町ごと名古屋へ移って遺跡となった。

### 清洲越以後
1644年（正保元年）に總見寺3世永吃閩山が加納姫（亀姫）の養い坊主であったため、京都に退隠するのを尾張藩主徳川義直が慰留し、總見寺址に隠居所として寺を再興した。義直が興聖山總見院と名づけ、2代藩主光友が扁額を寄進した。
1785年（天明5年）柏原織田家より『伝、織田信長焼兜』が奉納される。

## 伽藍
- 山門
- 本堂

## 寺宝

### 愛知県指定文化財
- 木造観音菩薩立像　平安中期
- 唐絹織紫衣

### その他
- 伝、織田信長焼兜 - 1785年（天明5年）柏原織田家より奉納されたもので、家老生駒主水方綱、津田内蔵助頼利の由緒箱書きがある。

## 所在地・交通
- 所在地 : 愛知県清須市大嶋1丁目5番地2（旧住所 : 西春日井郡清洲町大字一場37）
- 交通[2]
  - 鉄道 : JR東海道本線 清洲駅より徒歩8分
  - 自動車 : 名古屋第二環状自動車道（名二環） 清洲東インターチェンジより5分・名神高速道路 一宮インターチェンジより15分

## 拝観等
- 常時拝観は行っていない。